# Kaizer Motaung
Kaizer Motaung (ur. 10 października 1944 w Soweto) – południowoafrykański piłkarz, grający na pozycji napastnika. Obecnie prezes Kaizer Chiefs.

## Wczesne życie
Kaizer Motaung urodził się w Orlando East, prowincji Soweto. Przygodę z piłką nożną rozpoczął w Orlando Pirates w 1960 roku w wieku 16 lat. Kariera międzynarodowa Motaunga zaczęła się w 1968 roku, kiedy właściciel Atlanta Chiefs, Dick Cecil i trener Phil Woosnam ściągnęli go do siebie po próbach ściągnięcia piłkarzy z zambijskich zespołów.

## Kariera w NASL
Pomimo zmagań z pogodą i leczenia kontuzji, Kaizer Motaung zadebiutował w 1968 w Atlanta Chiefs w towarzyskim meczu z Manchesterem City, w którym Motaung strzelił dwie bramki. W NASL zadebiutował w środku sezonu 1968. Motaung zaprezentował się w nim świetnie - 16 bramek w 15 meczach, co dało mu nagrodę Odkrycia Roku NASL oraz miejsce w drużynie gwiazd NASL. W następnym sezonie z 30 bramkami został królem strzelców ligi. W 1974 roku wrócił do NASL, gdzie spędził dwa sezony w Denver Dynamos.

## Kaizer Chiefs
Po powrocie do ojczyzny w 1970 roku, Kaizer Motaung postanowił założyć własny profesjonalny klub piłkarski, który nazwał „Kaizer Chiefs”. Nazwa klubu pochodzi od jego imienia i nazwy jego byłego klubu w NASL. Innym piłkarzem z RPA, który po zakończeniu kariery w NASL, założył własny klub piłkarskim, jest Jomo Sono – również w przeszłości piłkarz Orlando Pirates, obecnie właściciel Jomo Cosmos (nazwa od jego imienia i New York Cosmos).
Pomimo początkowych niepowodzeń i sprzeciwów, Motaungowi udało się stworzyć mieszankę weteranów i utalentowanym zawodników i zespół szybko stanowił siłę, z którą należało się liczyć w Południowej Afryce. Kaizer Chiefs wkrótce zyskał też wielu zwolenników.
W tak krótkim czasie, Kaizer Chiefs został najbardziej utytułowanym zespołem w Południowej Afryce, zdobywając 78 trofeów i zdobył ponad czternastu milionów zwolenników w całym kraju. Największym osiągnięciem zespołu w ostatnich latach jest zdobycie w 2001 roku Afrykańskiego Pucharu Zdobywców Pucharów.

## Działalność piłkarska
Kaizer Motaung jest bardzo aktywnym w środowisku piłkarskim, pracował w NSL i SAFA (Południowoafrykańska Federacja Piłkarska). W 1996 roku wraz z prezesem Orlando Pirates Irvinem Khozą założył Premier Soccer League, co pomogło zdobyć w profesjonalnej piłce nożnej w Południowej Afryce pieniądze i sponsorów.
Motaung obecnie jest członkiem zarządu w Premier Soccer League, a także działa w komitecie wykonawczym w SAFA. Wielokrotnie podkreślał, że chętnie by przyjął propozycję pracy w strukturach Confédération Africaine de Football i FIFA.
W 2004 roku zaczęła się produkcja serialu dokumentalnego Great South Africans, który przedstawiał sylwetki najwybitniejszych obywateli w Południowej Afryce, W 73.odcinku serialu przedstawiona została sylwetka Kaizera Motaunga. Wspierał również komitet organizacyjny piłkarskich mistrzostw świata w 2010 w Południowej Afryce oraz był członkiem delegacji, która udała się w 2004 roku do Zurychu zgłosił jak później się okazało, zwycięską kandydaturę w organizacji tej imprezy w 2010 roku.

## Sukcesy
- Mistrz USA: 1968
- Król strzelców NASL: 1969
- Odkrycie Roku NASL: 1968